# Земля наша велика и обильна, а порядка в ней нет

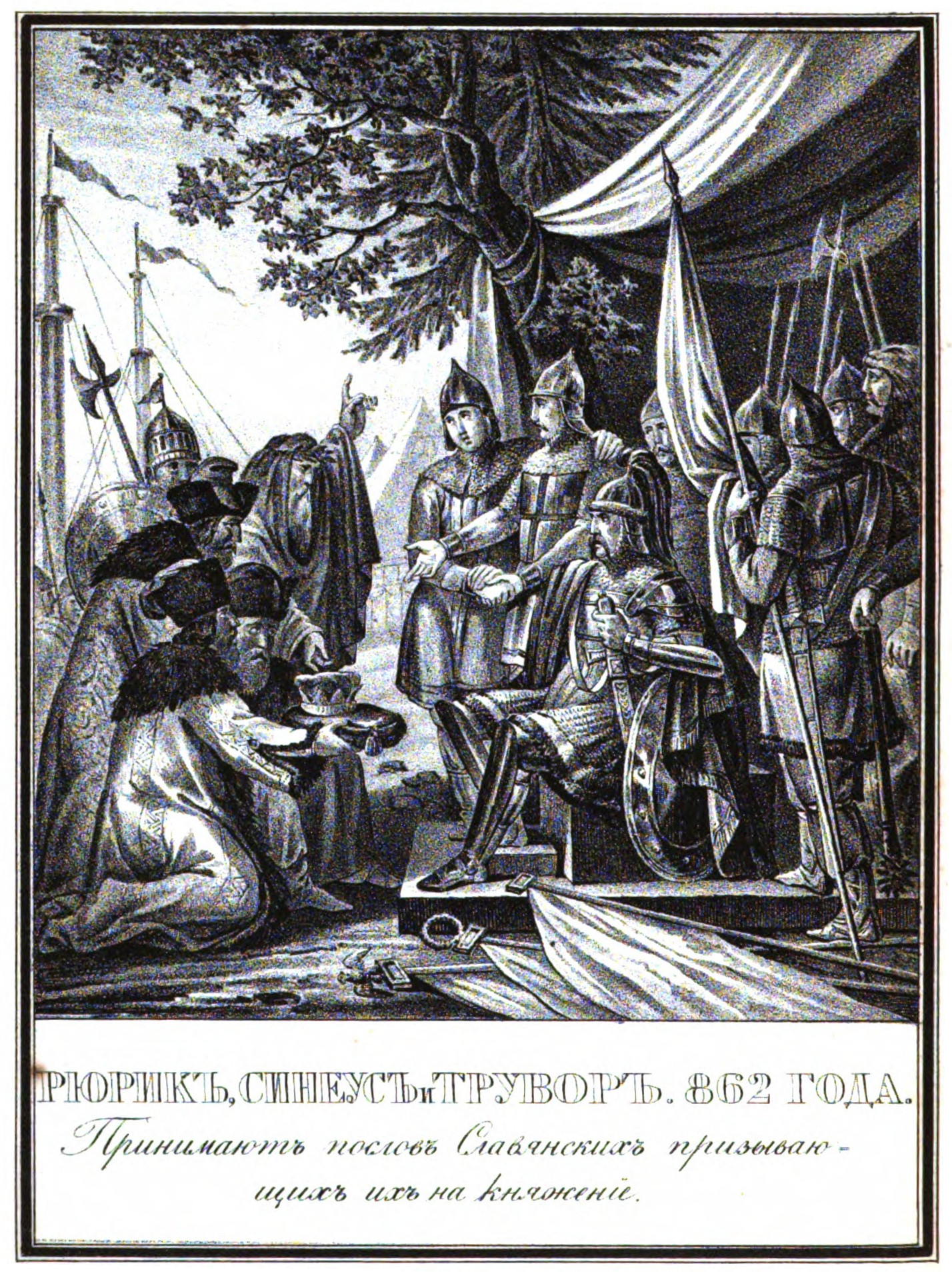
Призвание Рюрика, «Живописный Карамзин», 1836

«Земля наша велика и обильна, а порядка в ней нет. Приходите княжить и владеть нами» (церк.-слав. «Земля наша велика и обилна, а наряда въ ней нѣтъ. Да поидете княжить и володѣть нами») — фраза из «Повести временных лет», русской летописи начала XII века, произнесённая послами от славянских и финнских племён, призывающими на княжение варягов. В Новое время фраза стала популярным афоризмом.
Вопреки возникшим в XIX веке интерпретациям, смысл летописной легенды заключается не в отрицании способности призывающей стороны (будущей Руси) к установлению государственного порядка. Фраза относилась к смене племенного права государственным законом.

## Летопись
Согласно летописи, племена на территории будущей Руси платили дань варягам. В 862 году они изгнали варягов и предприняли попытку управлять собой самостоятельно, однако между разными племенами началась усобица. Тогда они решили поискать себе князя на стороне. Племена чудь, словене, кривичи и весь отправляют к варягам послов. Приходят княжить варяги-русь во главе с Рюриком и его братьями Синеусом и Трувором. Рюрик становится основателем первой княжеской династии на Руси — Рюриковичей.
В ряде других летописей (например, в Новгородской четвёртой летописи) эта фраза читается как «земля наша добра и велика есть, изобильна всем, а нарядника в ней нет». «Словарь русского языка XI—XVII веков», опираясь на большое число примеров из исторических источников, определяет «нарядъ» как «порядок, устройство, правопорядок, организация», «деятельность по устройству, организации чего-либо, руководство, управление, надзор», «приказание о посылке на работу, на службу, задание, назначение, приказ, распоряжение» и др.; «нарядникъ» — как «распорядитель, начальник, руководитель», «назначающий людей на работы и следящий за их исполнением».
Уже Карл Тиандер (1915) в специальном исследовании показал, что отрывок о великой и обильной земле имеет полное соответствие в легенде о призвании бриттами саксов (события V века) у хрониста Видукинда Корвейского. Русская княжеская традиция могла воспринять англо-саксонский мотив, принесённый их свойственниками из Англии. Также здесь может быть «общее место» в эпическом наследии формирующихся государственных образований раннего Средневековья, однако сказание о признании варягов, по представлениям исследователей, опиралось на местные традиции.
Для управления «великой 
и обильной» землёй требовался княжеский род. Та же проблема остро встала уже после смерти («по двою лѣту» по призванию) легендарных 
братьев Рюрика. Сюжет отсутствия порядка и приобретения его в результате усовершенствования права (правды) может считаться распространённым «этиологическим». Мотив «недостачи», отсутствия порядка, и последующего восполнения этой недостачи — вообще один из универсальных этиологических мотивов фольклора, который затем перешёл в раннеисторическую традицию. Однако имеет значение и правовой контекст летописных рассказа: конфликт и его преодоление через установление порядка, правды — мотив, традиционный для обычного права, включая славянское. Смысл летописной легенды заключается не в отрицании способности призывающих племён к установлению государственного порядка. Как и в других летописных сюжетах о первых русских князьях, здесь говорится о смене племенного права государственным «русским законом».

## В Новое время
Этот летописный фрагмент стал привлекать внимание историков начиная с 30-х годов XVIII века. Споры о его правильном понимании продолжались на протяжении XVIII и XIX века и стали важным элементом в споре западников и славянофилов.
Широкую известность слова летописных племён получили благодаря популяризатору российской истории Николаю Карамзину. В своём труде «История государства Российского» он писал:

Начало Российской Истории представляет нам удивительный и едва ли не беспримерный в летописях случай. Славяне добровольно уничтожают свое древнее правление и требуют Государей от Варягов, которые были их неприятелями. Везде меч сильных или хитрость честолюбивых вводили Самовластие (ибо народы хотели законов, но боялись неволи): в России оно утвердилось с общего согласия граждан… отечество наше… обязано величием своим счастливому введению Монархической власти.
Таким образом, сюжет призвания варягов стал у историка апологией самодержавия, которое добровольно выбрал великий народ, а слова послов — выражением смирения и разумности народа.
Ко второй половине XIX века спор, могла ли русская государственность иметь иностранное происхождение и что это означает, был перенесён из научной среды в публицистику, а «Повесть временных лет» стали использовать в идеологических построениях. Фразу о великой и обильной земле без порядка, с которой начинались теперь все исторические сочинения о России, стали цитировать в сатирическом контексте. Часто утверждалось, что, несмотря на размеры России и её природное богатство, ни монархическая власть, ни приглашённые иностранцы не могли наладить в ней нормальную жизнь.
В 1861 году Николай Огарёв составил сборник «Русская потаённая литература XIX столетия», куда включил политические и эротические произведения русских поэтов, не издававшиеся в России по цензурным соображениям. В этом сборнике по меньшей мере два стихотворения затрагивали тему призвания варягов в обильную, но лишенную порядка страну.
Стихотворение Михаила Дмитриева (1854):
…О Нестор, Нестор! кто посмеет
Тебя во лжи изобличать —
Когда на первой же странице
Печать ты правды положил?
Ни веки буйною станицей,
Ни Петр железною десницей —
Никто ее не сокрушил.
Все тот же Руси жребий странный:
И край обильный и пространный,
И немцев — эка благодать!
А все порядка не видать.
Там же издано стихотворение «Сказка», сочиненное, вероятно, самим Огарёвым:
Вот и поплыли бараны
За царем в чужие страны
(Словно не было кого
Взять из стада своего)…
Но с тех пор судьба народа
Все в руках чужого рода;
И до нынешних времен
Нам варяг дает закон…
Край славянский так же силен,
И богатствами обилен,
И велик, как белый свет, —
А порядку нет как нет!
Идея, что слова летописных послов — это родовое проклятие России, порядка в которой не было, нет и не будет, окончательно закрепилась в русской культуре после появления сатирической поэмы А. К. Толстого «История государства Российского от Гостомысла до Тимашева», которая была написана в 1868 году и до 1883 года распространялась в списках. Алексей Толстой, вероятнее всего, был знаком с «потайным сборником», выпущенным Огарёвым. Поэме автор предпослан эпиграф из «Повести временных лет»: «Вся земля наша велика и обилна,
а наряда в ней нет. Нестор, летопись, стр. 8»:
…A эту правду, детки,
За тысячу уж лет
Смекнули наши предки:
Порядка-де, вишь, нет.
И стали все под стягом,
И молвят: «Как нам быть?
Давай пошлем к варягам:
Пускай придут княжить.
Ведь немцы тороваты,
Им ведом мрак и свет,
Земля ж у нас богата,
Порядка в ней лишь нет»…
А. К. Толстой описывает всю российскую истории России в качестве череды попыток навести порядок, которые неизменно заканчиваются неудачами, не считая примечательных исключений, имевших место при Петре I и Иване Грозном.
Не раз обращался к словам летописных послов Михаил Салтыков-Щедрин, который воспринимал их исключительно иронично. Так, в 1868 году он писал в рецензии на сатиры и песни поэта Дмитрия Минаева:

Сатире, бесспорно, посчастливилось на Руси. Если мы припомним достославное изречение: «Земля наша велика и обильна, но порядка в ней нет», то окажется, что родоначальником русской сатиры был едва ли не Гостомысл.
В романе «История одного города» (1869—1870) Салтыков-Щедрин сатирически откликнулся на повальное увлечение историческим прошлым, пародируя как крупные исторические сочинения, от «Истории государства Российского» Карамзина до «Истории России с древнейших времен» Сергея Соловьева, так и исторические публикации, выходившие в провинции. Начиная с истории и предыстории вымышленного города Глупова с использованием летописной модели Салтыков-Щедрин пишет, как головотяпы, моржееды, лукоеды, гущееды, клюковники, куралесы и иные племена «ни вероисповедания, ни образа правления… не имели, заменяя все сие тем, что постоянно враждовали между собою». В итоге «взаимно разорили они свои земли, взаимно надругались над своими женами и девами и в то же время гордились тем, что радушны и гостеприимны. Но когда дошли до того, что ободрали на лепешки кору с последней сосны, когда не стало ни жен, ни дев, и нечем было „людской завод“ продолжать, тогда головотяпы первые взялись за ум». Они предприняли попытку установить порядок самостоятельно, но потерпели неудачу («Началось с того, что Волгу толокном замесили, потом теленка на баню тащили, потом в кошеле кашу варили, потом козла в соложеном тесте утопили») и стали искать самого глупого князя, согласного «володеть» ими. К последнему кандидату они обращаются со словами:

А пришли мы к твоей княжеской светлости вот что объявить: много мы промеж себя убивств чинили, много друг дружке разорений и наругательств делали, а все правды у нас нет. Иди и володей нами!